# Leon Polman
Leon Polman (1974) is een Nederlands radiomaker. Hij werd bekend door zijn rol in de radioprogramma's van Rob Stenders en Claudia de Breij op 3FM. 

## Loopbaan
Polman produceerde het radioprogramma Stenders Eetvermaak met Rob Stenders op 3FM. Voor de Serious Request actie 2007 heeft hij in datzelfde radioprogramma de single 'Kwilmetjegaan' opgenomen onder de naam LP3 met als doel een grotere hit te scoren dan Jelmer Gussinklo die het nummer 'Klein stoer en boer' heeft opgenomen als tegenhanger.
Eerder werkte Polman bij TMF, onder meer voor de programma's van Fabienne de Vries en Tooske Breugem. Ook figureerde hij als Elvis in het tv-programma van Claudia de Breij, Claudia's Showboot. Hij produceerde ook haar radioprogramma Claudia d'r op op 3FM en was daar sidekick onder de naam Notaris Polman. 
Momenteel maakt Polman samen met Felix Meurders het radioprogramma FM op 5 op NPO Radio 5. 